# Kids' Choice Awards Argentina 2017
La 7ª edizione dei Kids' Choice Awards Argentina si è tenuta il 19 ottobre 2017. La cerimonia è stata presentata da Mercedes Lambre e Leandro Leunis e si è svolta al Teatro Coliseo di Buenos Aires. L'evento è stata trasmesso in differita il 21 ottobre su Nickelodeon Latinoamérica.
Sul palco si sono esibiti i seguenti artisti: Franco & Bruno, Fer Vázquez, Meri Deal, Mili Masini, Maia Reficco, Oriana Sabatini, Abraham Mateo, MYA, Lali Espósito e i Piso 21.

## Premi e candidature
I vincitori sono indicati in grassetto, a seguire gli altri candidati.

### Televisione

#### Miglior attore (Mejor actor)
- Michael Ronda - Soy Luna
- Joaquín Ochoa - Heidi Bienvenida
- Harold Azuara - Love Divina
- Nazareno Casero - Five Stars

#### Migliore attrice (Mejor actriz)
- Carolina Kopelioff - Soy Luna
- Mercedes Lambre - Heidi Bienvenida
- Brenda Asnicar - Por amarte así
- Paulina Vetrano - Once - Undici campioni

#### Programma o serie preferita (Programa o Serie Favorita)
- Soy Luna
- Once - Undici campioni
- Heidi Bienvenida
- Vikki cuori in pista

#### Antagonista preferito (Villano favorito)
- Isabella Castillo - Io sono Franky
- Scarlet Gruber - Vikki cuori in pista
- Sebastián Athié - Once - Undici campioni
- Valentina Zenere - Soy Luna

#### Miglior serie animata (Mejor serie animada)
- Spongebob
- We Bare Bears - Siamo solo orsi
- The Powerpuff Girls
- Marco e Star contro le forze del male

#### Reality show preferito (Reality o concurso favorito)
- Combate
- Dueños de la cocina
- ¿En qué mano está?
- A todo o nada - Las puertas

#### Coppia di Nickelodeon preferita (Ship Nick)
- Isabella Castillo e Leo Deluglio - Vikki cuori in pista
- Stefano Ollivier e Scarlet Gruber - Vikki cuori in pista
- Victorio D'Alessandro e Vicky Ramos - Heidi Bienvenida
- Nicolás Riedel e Melisa Garat - Heidi Bienvenida

#### 20 anni di Nickelodeon in America Latina (20 Años Nick en Latinoamérica)
- Big Time Rush
- Zoey 101
- Hey, Arnold!
- iCarly

#### Programma preferito della televisione internazionale (Programa favorito de TV Internacional)
- Liv e Maddie
- Harley in mezzo
- School of Rock
- I Thunderman

### Cinema

#### Film preferito del cinema (Película favorita de cine)
- La bella e la bestia
- Baby Boss
- Cattivissimo me 3
- Emoji - Accendi le emozioni

### Musica

#### Cantante o gruppo latino preferito (Cantante o grupo latino favorito)
- Lali Espósito
- Rombai
- Axel
- Oriana Sabatini

#### Canzone preferita (Canción favorita)
- Una na - Lali Espósito
- Mi gente - J Balvin
- Love Me Down Easy - Oriana Sabatini
- Reggaetón lento (Bailemos) - CNCO

#### Artista o gruppo internazionale preferito (Artista o grupo Internacional favorito)
- Camila Cabello
- BTS
- Justin Bieber
- Shawn Mendes

#### Collaborazione preferita (Colaboración Favorita)
- Hey Ma – Pitbull & J Balvin feat. Camila Cabello
- It Ain't Me – Kygo feat. Selena Gomez
- Despacito (Remix) – Luis Fonsi feat. Daddy Yankee & Justin Bieber
- Hey DJ – CNCO feat. Yandel

### Sport

#### Sportivo dell'anno (Deportista del año)
- Paulo Dybala
- Emanuel Ginóbili
- Leonardo Mayer
- Delfina Merino

### Social

#### Youtuber preferito (Youtuber Favorito)
- Dosogas
- Kevsho
- Julián Serrano
- Lionel Ferro

#### Youtuber preferita (Youtuber Favorita)
- Mica Suárez
- Yoana Marlen Style
- Daiana Hernández
- María Becerra

#### Instagramer preferito (Instagramer Favorito)
- Nati Jota
- Gonzalo Goette
- Sofi Morandi
- Magalí Tajes

#### Muser preferito (Musically Favorito)
- Candelaria Copello
- Juana Tinelli
- RobleisIUTU
- Violeta Narvay

#### Gamer preferito (Gamer Favorito)
- Lyna
- RobleisIUTU
- DeiGamer
- AlfreditoGames

#### Web serie preferita (Serie Web Favorita)
- Mecanickando
- Secretarias
- Soy Rada Live Show
- La Velocidad de la Luz

#### Rivelazione digitale (Revelación Digital)
- Bárbara Martínez
- Azu Makeup
- Mili Masini
- Mike Chouhy

#### Migliore fandom (Mejor Fandom)
- Micaelistas (Mica Viciconte)
- Serranistas (Julián Serrano)
- Army (BTS)
- Lalitas (Lali Espósito)

### Moda

#### Chico Trendy
- Agustín Bernasconi
- Victorio D'Alessandro
- Agustín Casanova
- Franco Masini

#### Chica Trendy
- Mica Viciconte
- Isabella Castillo
- Candelaria Molfese
- Stephanie Demner

### Radio

#### Programma radiofonico preferito (Programa de Radio Favorito)
- Morning Time
- El Despertador
- El Club del Moro
- Oh My God!

### Premio speciale

#### Pro-social
- Manuel Lorenzo

#### Trayectoria
- Susana Giménez